# WKS Zamość
WKS Zamość – polski klub piłkarski z siedzibą w mieście Zamość, działający w latach 1921–1939.

## Historia
Chronologia nazw:
- 1921: W.K.S. [Wojskowy Klub Sportowy] Zamość
- 1939: klub rozwiązano

Wojskowy Klub Sportowy, w skrócie W.K.S., został założony w Zamościu wiosną 1921 roku przy 23pp (23 Pułku Piechoty) przez kpt. Matjaszka z pomocą urzędnika wojskowego PKU Markowskiego. Od września 1922 współtworzyły klub 9 pp i 3 pal. Największą popularnością cieszyła się sekcja piłkarska, oprócz tego uprawiano również lekkoatletykę, pływanie, kolarstwo, kręglarstwo, strzelectwo, łucznictwo, tenis i narciarstwo. WKS organizował tradycyjne biegi dookoła twierdzy, zawody strzeleckie, hippiczne, tenisowe i kolarskie, pokazowe walki bokserskie i francuskie.
W 1922 roku drużyna zadebiutowała w rozgrywkach inauguracyjnego sezonu Lubelskiego Okręgowego Związku Piłki Nożnej (LOZPN) w Klasie B. W 1923 zajęła trzecie miejsce w Klasie B i awansowała do Klasy A. W debiutowym sezonie 1924 w okręgowej Klasie A zajął czwarte miejsce. Tak jak w 1924 roku w związku z przygotowaniem reprezentacji do Olimpiady nie odbyły się rozgrywki finałowe Mistrzostw Polski, to mistrzowie okręgów w poszczególnych klasach A wystąpili w Mistrzostwach Polski rok później, a z tego powodu w roku 1925 pauzowała cała klasa A. Po roku przerwy, w sezonie 1926 zespół zajął 6.miejsce w okręgowej Klasie A. A już rok później drużyna WKS po zajęciu czwartego miejsca została zdegradowana do Klasy B okręgu lubelskiego. W latach następnych drużynie wojskowej nie wiodło się tak jak dotychczas i spadła do Klasy C.
Na skutek wybuchu II wojny światowej - we wrześniu 1939 roku działalność klubu została zawieszona, zaś po jej zakończeniu już nigdy go nie reaktywowano.

## Barwy klubowe, strój, herb, hymn
|  |  |

Klub ma barwy biało-czarne. Piłkarze domowe spotkania zazwyczaj grali w pasiastych pionowo biało-czarnych koszulkach, czarnych spodenkach oraz czarnych getrach.

## Sukcesy

### Trofea międzynarodowe
Nie uczestniczył w rozgrywkach europejskich (stan na 31-05-2024).

### Trofea krajowe
| \| \| Zdobyte trofea w rozgrywkach Polski (stan na: 31-05-2024) \| |                                                           |      |                                    |
| Rozgrywki                                                          | Osiągnięcie                                               | Razy | Sezon(y)                           |
| Mistrzostwo                                                        | I miejsce                                                 | 0    |                                    |
| Mistrzostwo                                                        | II miejsce                                                | 0    |                                    |
| Mistrzostwo                                                        | III miejsce                                               | 0    |                                    |
| Puchar                                                             | zdobywca                                                  | 0    |                                    |
| Puchar                                                             | finalista                                                 | 0    |                                    |
| II liga                                                            | I miejsce                                                 | 0    |                                    |
| II liga                                                            | II miejsce                                                | 0    |                                    |
| II liga                                                            | III miejsce                                               | 0    |                                    |
| II liga                                                            | 4.miejsce                                                 | 2    | 1924 (gr.Lublin), 1927 (gr.Lublin) |
| Polska                                                             | Zdobyte trofea w rozgrywkach Polski (stan na: 31-05-2024) |      |                                    |

- Lubelska Klasa B
  - 3.miejsce (2): 1923, 1928 (gr.Lublin)

## Poszczególne sezony

### Rozgrywki międzynarodowe

#### Europejskie puchary
Klub nie uczestniczył w rozgrywkach europejskich.

### Rozgrywki krajowe
| \| Polska \| Bilans występów klubu w rozgrywkach piłkarskich Polski (Stan na 31 maja 2024 r.) \| \| |                                                                                  |        |       |   |   |   |    |    |     |                      |        |        |      |
| Poziom                                                                                              | Rozgrywki                                                                        | Sezony | Mecze | Z | R | P | B+ | B– | Pkt | Lata                 | Awanse | Spadki | Naj. |
| I                                                                                                   | Liga                                                                             | 0      |       |   |   |   |    |    |     |                      |        |        |      |
| II                                                                                                  | Klasa A / Liga Okręgowa                                                          | 3      |       |   |   |   |    |    |     | 1924–1927            | 0      | 1      | 4    |
| III                                                                                                 | Klasa B / Klasa A                                                                | 4      |       |   |   |   |    |    |     | 1922–1923, 1928–1929 | 1      | 1      | 3    |
| IV                                                                                                  | III liga / Klasa C / Klasa B                                                     | 10     |       |   |   |   |    |    |     | 1930–1939            | 0      | 0      | 4    |
| | Puchar Polski                                                                    | 0      |       |   |   |   |    |    |     |                      |        |        |      |
| Polska                                                                                              | Bilans występów klubu w rozgrywkach piłkarskich Polski (Stan na 31 maja 2024 r.) |        |       |   |   |   |    |    |     |                      |        |        |      |

## Struktura klubu

### Stadion
Drużyna rozgrywała swoje mecze domowe w Zamościu na stadionie WKS. 

## Kibice i rywalizacja z innymi klubami

### Derby
- WKS Chełm
- WKS Dęblin
- WKS Dubno
- WKS Halerczyk Równe
- WKS Kowel
- WKS Lublin
- KS Lublinianka
- WKS Łuck
- WKS Sarny
- WKS Włodzimierz
- HKS Lublin (Grot)
- Strzelec Lublin
- Makkabi Równe